# 秋田市立八田小学校
秋田市立八田小学校（あきたしりつ はったしょうがっこう）は、秋田県秋田市下浜八田にあった公立小学校。学校区は、秋田市南部、おおむね、雄物川西岸地域であった。  

## 概要
1874年創立の伝統校。下浜八田、下浜楢田を主な学区とした。131年間に2,344人の卒業生を送り出してきた。2006年に秋田市立豊岩小学校に統合された。最後の児童数は3人だった。
- 敷地面積：m2
- 校舎面積：m2
- 屋内運動場面積：m2
- 屋外運動場面積：m2

## 沿革
- 1874年 - 創立。
- 1932年 - 羽川・長浜・八田小学校を統合し、下浜尋常高等小学校と改称。
- 1955年 - 秋田市立八田小学校として独立。
- 2006年 - 秋田市立豊岩小学校に吸収され閉校。

## 主な進学先
- 秋田市立豊岩中学校

## 最寄駅
- 下浜駅

## アクセス
- 秋田中央トランスポート 秋田市マイタウン・バス西部線豊岩コース 八田公民館下車